# 栄養サンドイッチ

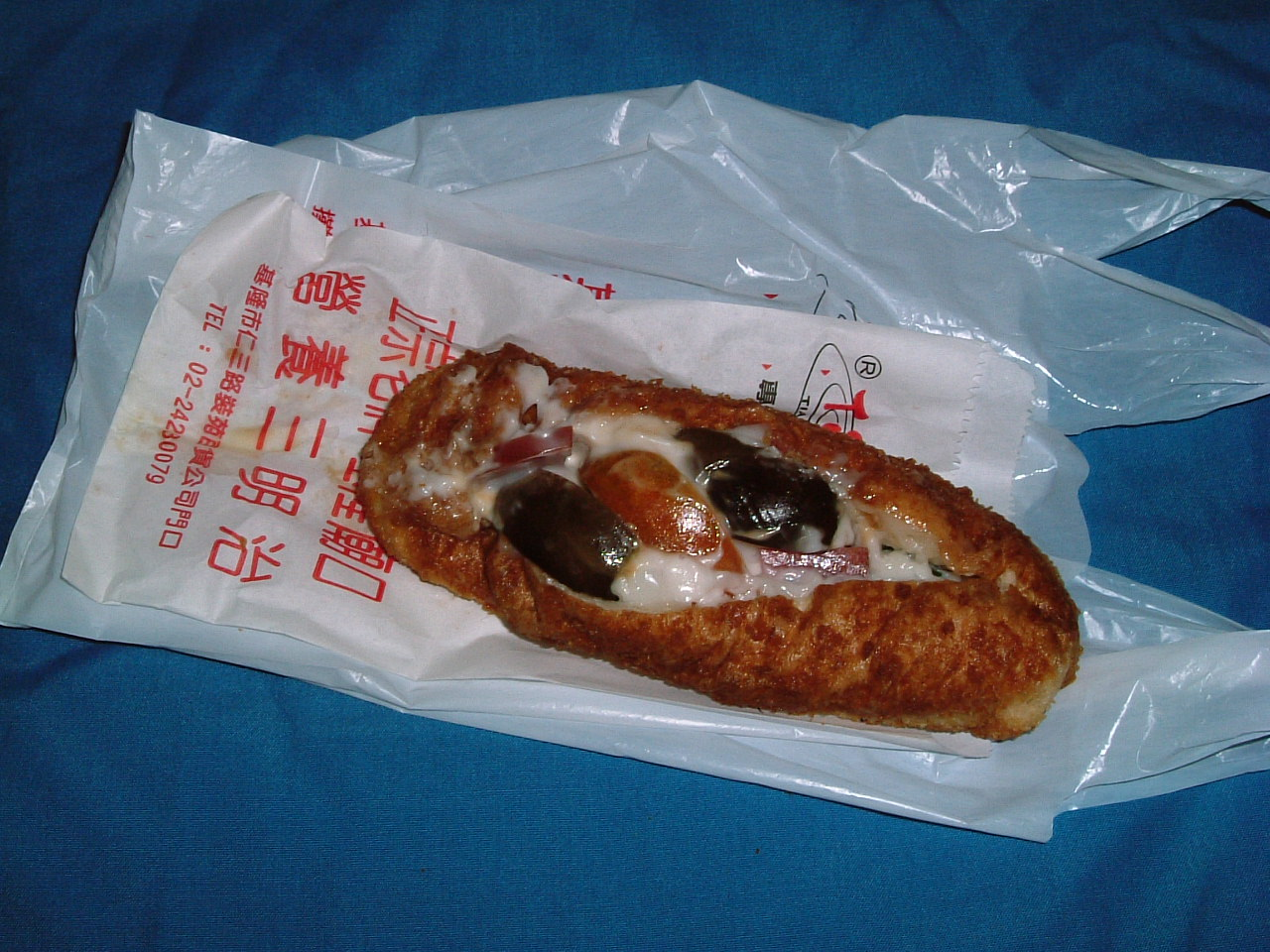
基隆廟口夜市の營養三明治

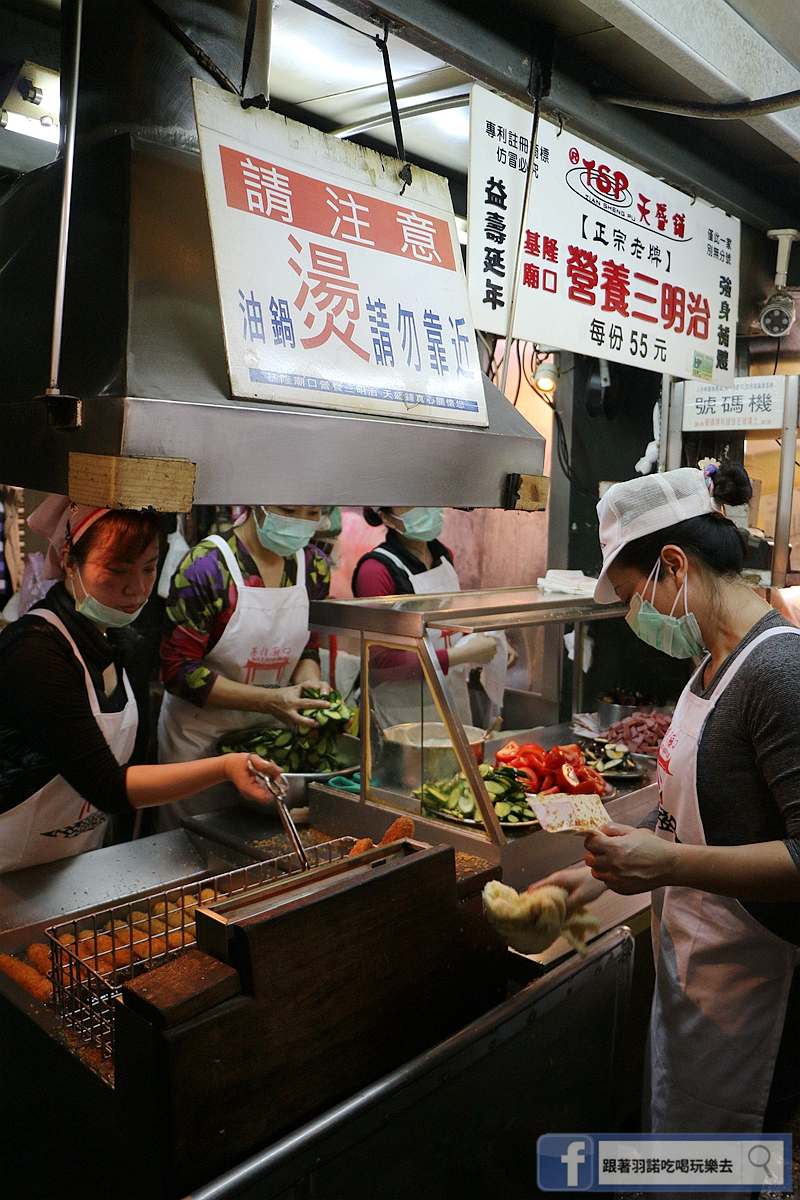
基隆廟口夜市の營養三明治の屋台

栄養サンドイッチ（繁体字: 營養三明治、インヤンサンミンツー）は、台湾基隆市の基隆廟口夜市のローカル料理の名称。台湾各地の夜市でみられる。
台湾の一般的なサンドイッチがトーストで作られるのに対し、栄養サンドイッチは揚げパンで作られるのが特徴。
潜水艦のような見た目から、沙拉船（サラダ船）とも呼ばれる。アメリカ合衆国のサブマリンサンドイッチや、ベトナムのバインミーにも同様の外観がみられる。

## 歴史
1950年代から1960年代にかけて、基隆港にはアメリカ軍が多く滞在していた。当時の中華民国政府は、アメリカ軍の支援物資である小麦粉の消費を奨励するため、パン食には「栄養」があると宣伝していたことから、栄養サンドイッチと名付けられたとされる。
栄養サンドイッチは遅氏によって発明されたとされる。